# Нове Шокіно
Но́ве Шо́кіно (рос. Новое Шокино, чув. Çĕнĕ Шоккăн) — присілок у Чувашії Російської Федерації, у складі Великосундирського сільського поселення Моргауського району.
Населення — 75 осіб (2010; 71 в 2002, 84 в 1979; 145 в 1939, 82 в 1926, 74 в 1858). Національний склад — чуваші, росіяни.

## Історія
Історична назва — Нові Кармиші (до 1927 року). До 1866 року селяни мали статус державних, займались землеробством, тваринництвом. 1931 року утворено колгосп «8 Березня». До 1920 року присілок перебував у складі Татаркасинської волості Козьмодемьянського, до 1927 року — Чебоксарського повіту. 1927 року присілок переданий до складу Татаркасинського району, 1939 року — до складу Сундирського, 1962 року — до складу Ядрінського, 1964 року — до складу Моргауського району.